# 55 giorni a Pechino
55 giorni a Pechino (55 Days at Peking) è un film storico del 1963 diretto da Nicholas Ray, Andrew Marton (accreditato come regista della seconda unità) e Guy Green (non accreditato). Narra le vicende della battaglia di Pechino combattuta durante la ribellione dei Boxer.

## Trama
Allo scopo di liberarsi dall'invasione straniera, l'imperatrice Tzu-Hsi utilizza la società segreta dei Boxer per attaccare gli stranieri in Cina. Le ambasciate straniere a Pechino sono chiuse in una morsa di terrore dai Boxer che massacrano i cristiani in una febbre nazionalista anti-cristiana. Il maggiore Matt Lewis, della Marina degli Stati Uniti, capo di un esercito multinazionale di soldati e marines, difende il quartiere straniero a Pechino. All'interno del complesso assediato, l'ambasciatore britannico, Sir Arthur Robertson, raduna  gli altri colleghi in una formazione difensiva. Del gruppo, fa parte anche la sensuale baronessa russa Natalie Ivanoff, che inizia una relazione romantica con Lewis.
Ben presto, però, gli assediati si rendono conto che con il passare del tempo, le provviste inevitabilmente verranno meno, così, per allentare la morsa degli avversari, un gruppo di soldati riesce a far saltare in aria l'arsenale cinese.  Il successivo arrivo delle forze dell'alleanza delle otto nazioni riesce a rompere le file dei Boxer e a sedare nel sangue  la rivolta. Quest'azione, nel giro di qualche anno, porterà  alla fine della dinastia Qing, alla quale appartiene l'imperatrice Tzu Hsi, che ha governato il paese per oltre quattro secoli.

## Produzione

### Sceneggiatura
La sceneggiatura del film, che è stato prodotto da Samuel Broston, è stata scritta da Philip Yordan, Bernard Gordon, Ben Barzam e Robert Hamer. La colonna sonora è di Dimitri Tiomkin e la fotografia di Jack Hildyard.

### Cast
Il cast vede fra i protagonisti Charlton Heston, Ava Gardner e David Niven. Il regista, Nicholas Ray ha pure ricoperto il ruolo minore di capo della missione diplomatica statunitense in Cina. Nel film vi è anche la prima apparizione sugli schermi cinematografici della star dei futuri film sulle arti marziali, Yuen Siu Tien. Il regista giapponese Jūzō Itami, sotto lo pseudonimo di "Ichizo Itami", appare nel film nel ruolo del colonnello Goro Shiba.

## Riconoscimenti
- 1964 - Premio Oscar
  - Nomination colonna sonora a Dimitri Tiomkin
  - Nomination per la miglior canzone a Dimitri Tiomkin

## DVD
Un DVD è stato pubblicato nel 2001.